# Saison 50 d'Alerte Cobra
Chronologie
Saison 49 Saison 51
Cet article présente le guide des épisodes la cinquantième saison de la série télévisée Alerte Cobra.

## Distribution

### Acteurs principaux
Ci-dessous, la liste des acteurs principaux de la saison 50 :
- Erdogan Atalay : Sami Gerçan
- Pia Stutzenstein : Victoria « Vicky » Reisinger
- Patrick Kalupa : Roman Kramer
- Gizem Emre : Dana Gerçan Wegner
- Nicolas Wolf : Max Tauber

### Acteurs secondaires
- Tom Keune :
- Monika Oschek :

## Diffusion
En Allemagne, la saison est diffusée depuis le 14 janvier 2025 sur RTL Television.

## Épisodes

### Épisode 1:Kein Kinderspiel
- Allemagne : 14 janvier 2025 sur RTL Television
- France :

### Épisode 2:Hoffnung
- Allemagne : 21 janvier 2025 sur RTL Television
- France :

### Épisode 3
- Allemagne :
- France :

### Épisode 4
- Allemagne :
- France :

### Épisode 5
- Allemagne :
- France :

### Épisode 6
- Allemagne :
- France :